# Військовий орден Лачплесиса
Військовий Орден Лачплесиса (латис. Lāčplēša Kara ordenis) — державна військова нагорода Латвії, що призначалася для винагороди заслуг у Першій світовій війні та Визвольній війні Латвії.

## Історія
Військовий орден Лачплесиса був першою, найвищою і до 1924 року єдиною нагородою Латвії. Його установа була ініційована головнокомандувачем армією Латвії, полковником Янісом Балодісом.
Датою заснування ордену вважається 11 листопада 1919 року (день звільнення Риги від військ Павла Бермондта-Авалова), хоча закон, який оголошує про заснування ордену, і навіть Статут ордену, було прийнято Конституційним зборами Латвії 18 вересня 1920 року. Щороку 11 листопада, у день орденського свята, відбувалися урочисті заходи та вшанування кавалерів.
Орденом нагороджувалися військовослужбовці латвійської армії (у тому числі колишні латиські стрільці) та іноземці, які брали участь у боротьбі за незалежність або іншим чином сприяли створенню та формуванню латвійської держави.
Статут ордену було розроблено капітаном Альбертсом Сталбе, кавалером ордена Лачплесиса 3-го ступеня. Рішення про нагородження приймала Рада Ордену. До складу Ради входив Президент Латвії (голова), 7 депутатів Сейму та 7 кавалерів ордена Лачплесиса найвищого ступеня.
Орден мав три ступені. Нагородження проводилися в суворій чергові ступенів (це правило не було обов'язковим для нагородження іноземців).
Серед іноземців, нагороджених Військовим орденом Лачплесіса, здебільшого глави держав, прем'єр-міністри, великі воєначальники: командувач армією Естонії генерал армії Йоган Лайдонер, польські маршали Юзеф Пілсудський та Едвард Ридз-Сміглий, король Італії Віктор Еммануїл III, прем'єр-міністр Італії Беніто Муссоліні, король Бельгії Альберт I, французький маршал Фердинанд Фош, чеський письменник генерал Рудольф Медек.
Військовим орденом Лачплесиса нагороджено фортецю Верден, за героїзм її захисників під час Першої світової війни.
У 1928 році нагородження орденом було припинено. Останньою нагородженою (посмертно) стала Елза Жиглевиць.
11 листопада 1929 року, під час святкування 10-річного ювілею визволення Риги та установи ордена Лачплесиса, було ініційовано створення товариства кавалерів Військового ордена Лачплесіса. Остаточно статут товариства було оформлено 19 листопада 1931 року. З 11 листопада 1933 року товариство кавалерів Військового ордена Лачплесиса видавало журнал «Лачплесис». Після приєднання Латвії до СРСР товариство кавалерів продовжило свою діяльність в еміграції: у Німеччині та США. Нині товариство припинило своєю діяльність.

## Знаки ордену
Знак ордену є золотим чотирикінцевим стилізованим «вогненним хрестом» (символом, схожим на свастику) білої емалі з широкою облямівкою червоної емалі. У центрі лицьового боку круглий медальйон білої емалі із широким металевим обідком. У центрі медальйону зображений епічний герой Лачплесис, який перемагає у боротьбі ведмедя.
Зворотний бік хреста без емалі. На верхньому та бічних променях хреста девіз ордену: «PAR/LAT-/WIJU» («За Латвію»); на нижньому промені гравірувався номер, під яким кавалер вносився до списків кавалерів. Центральний медальйон без емалі, у центрі дата заснування ордену у 2 рядки: «11. NOVEMBRIS/1919».
Між променями хреста — 2 схрещені мечі руків'ям до низу, що проходять через центр хреста.
Розмір знака: I ступеня — 61×57,5 мм; II ступеня — 48×46 мм; III ступеня — 41×39 мм.
Зірка ордену І ступеня — 16-кінцева срібна. На центр зірки накладено знак ордену. Діаметр зірки — 68,5 мм; накладного знака — 25 мм.
Стрічка ордена шовкова муарова, що складається з 4 білих (срібних) та 3 червоних смуг однакової ширини. Ширина стрічки І ступеня — 101 мм.
| 1-й ступінь | 2-й ступінь | 3-й ступінь |
| ----------- | ----------- | ----------- |
|             |             |             |
|             |             |             |
|             |             |             |

## Правила носіння ордену
Кавалери ордена I ступеня носили знак ордена у стегна на широкій стрічці через праве плече та зірку на лівій стороні грудей.
Кавалери ордену II ступеня носили знак ордену на вузькій стрічці на шиї.
Кавалери ордена ІІІ ступеня носили знак ордену на вузькій стрічці на лівій стороні грудей.
Молодші ступені не знімалися за наявності старших.

## Кавалери

### Кавалери I ступеня
Першим ступенем Військового ордена Лачплесіса було нагороджено 11 осіб. Латвійських військовослужбовців нагороджували у 1927—1928 роках після іноземців, причому нумерація була окрема.
1. Фердинанд Фош, маршал Франції
2. Юзеф Пілсудський, маршал Польщі
3. Альберт I, король Бельгії
4. Віктор Еммануїл III, король Італії
5. Йохан Лайдонер, генерал Естонської армії (кавалер усіх 3-х ступенів)
6. Марі-Ежен Дебені, генерал Французької армії
7. Яніс Балодіс, генерал Латвійської армії (кавалер усіх 3-х ступенів)
8. Оскарс Калпакс, полковник Латвійської армії (посмертно кавалер усіх 3-х ступенів)
9. Фрідріх Брієдіс, капітан 1-го латиського стрілецького полку (посмертно кавалер усіх 3-х ступенів)
10. Криш'яніс Беркіс, генерал Латвійської армії (кавалер усіх 3-х ступенів)
11. Беніто Муссоліні, прем'єр-міністр Італії

### Кавалери II ступеня
2-й ступенем Військового ордена Лачплесіса було нагороджено 18 латишів та 43 іноземця. Латвійських військовослужбовців нагороджували у 1927—1928 роках після іноземців, причому нумерація була окрема.

### Кавалер III ступеня
3-м ступенем Військового ордена Лачплесіса було нагороджено 1600 воїнів латвійської національної армії, 202 колишні латиські стрільці та 270 іноземців. Також третім ступенем ордена було нагороджено французьку фортецю Верден.

## Галерея

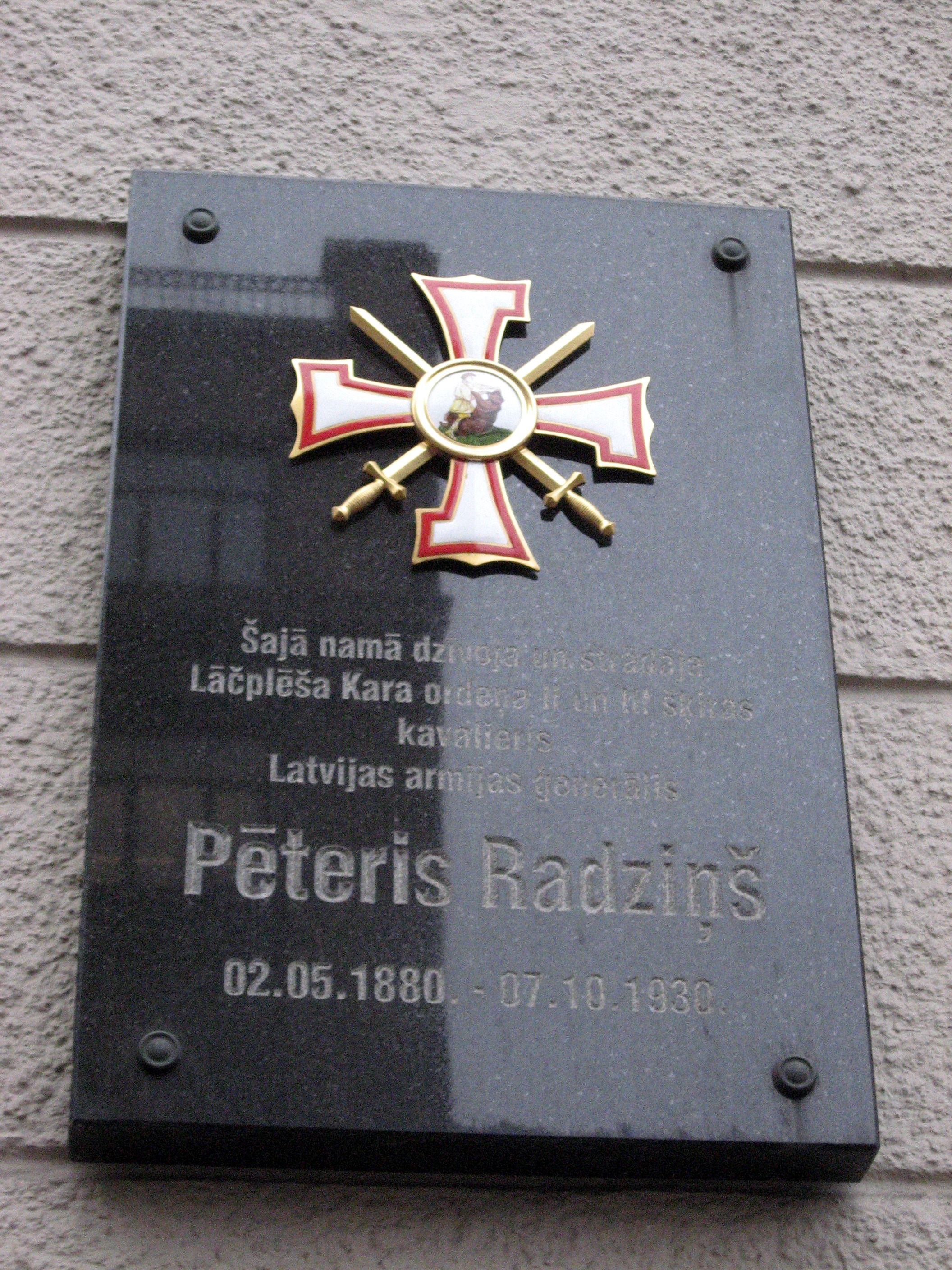
Пам'ятна дошка на будинку, де мешкав кавалер ордена Петеріс Радзіньш
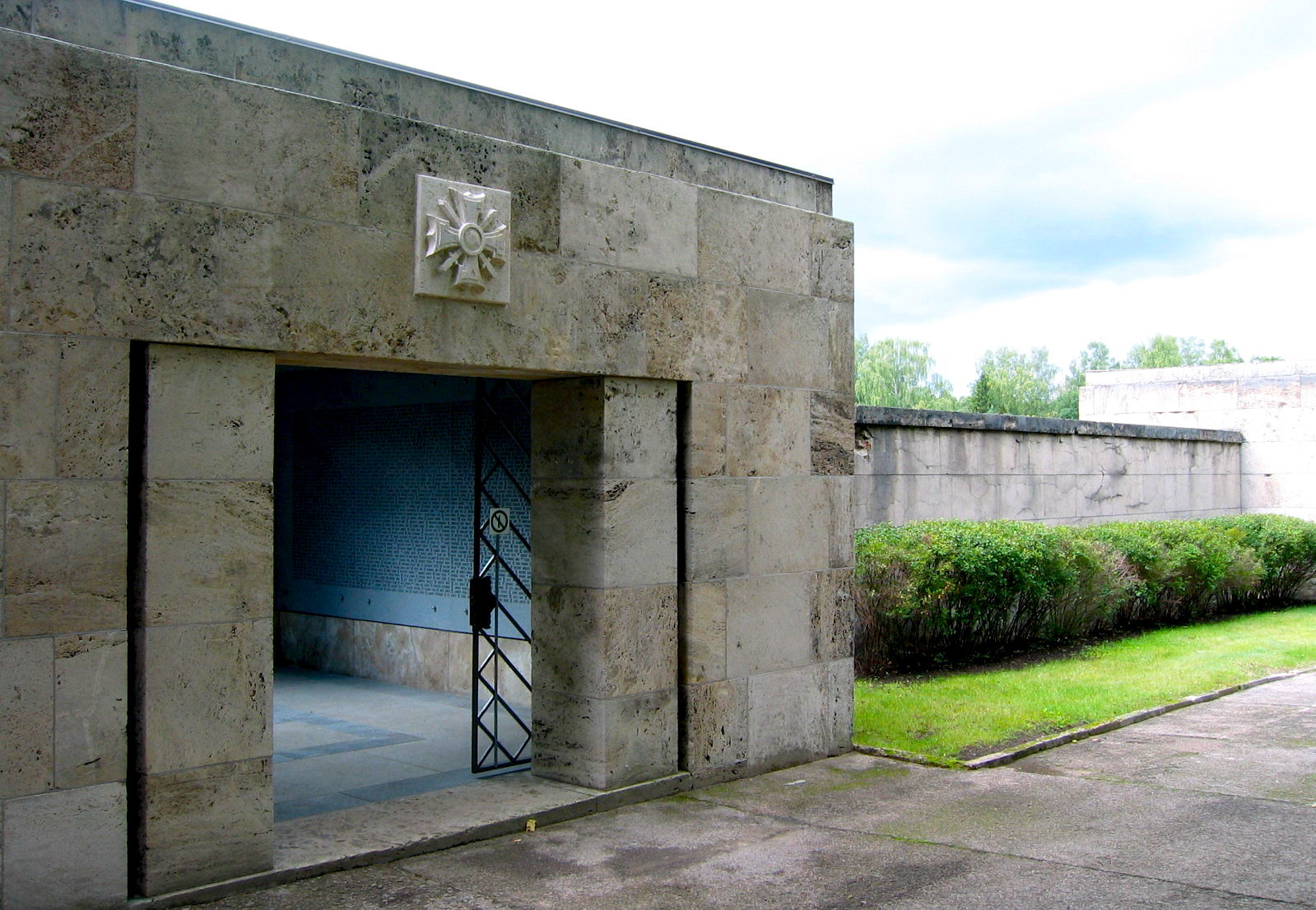
Каплиця кавалерів ордена Лачплесіса на Братському цвинтарі у Ризі
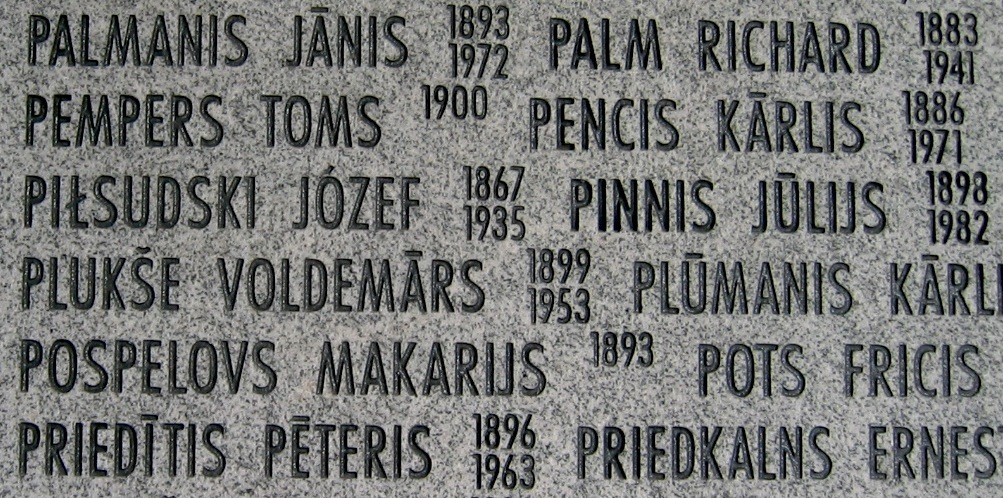
Фрагмент дошки з іменами кавалерів ордена Лачплесіса в каплиці на Братському цвинтарі в Ризі